# Radna vas, Podklošter
Radna vas (nemško Radendorf) je naselje v Občini Podklošter v Okraju Beljak-dežela na Koroškem v Avstriji.